# Айнтрахт (футбольный клуб, Бамберг)
«Айнтра́хт» Ба́мберг (нем. 1. FC Eintracht Bamberg) — немецкий футбольный клуб из города Бамберг, Бавария. Клуб основан 1 апреля 2006 года путём слияния 1. FC 01 Bamberg и TSV Eintracht Bamberg. Кроме футбола в клубе также культивируются: кегельбан, каратэ, гимнастика, настольный теннис, теннис и волейбол.

## Достижения
- Лига
  - Оберлига Баварии (III) чемпион (5): 1946, 1950, 1957 (север), 1958 (север), 1963 (север)
  - Ландеслига Бавария-Север (IV) чемпион (2): 1975, 1981
  - Ландеслига Бавария-Север (V) 2 место (2): 2004, 2006
  - Безирксоберлига Оберфранкен (V—VI) 2 место (2): 1992, 1997

- Кубок
  - Кубок Оберфранкен (1): 2002

- Юниоры
  - Чемпионат Баварии U 19 2 место (1): 2006
  - Чемпионат Баварии U 17 2 место (1): 2004

- Резервная команда
  - Безирксоберлига Оберфранкен (VI) чемпион (1): 2008

## Последние сезоны
| Год       | Лига                         | Место |
| 1999/2000 | Ландеслига Бавария-Север (V) | 4     |
| 2000/01   | Ландеслига Бавария-Север     | 6     |
| 2001/02   | Ландеслига Бавария-Север     | 6     |
| 2002/03   | Ландеслига Бавария-Север     | 4     |
| 2003/04   | Ландеслига Бавария-Север     | 2     |
| 2004/05   | Ландеслига Бавария-Север     | 4     |
| 2005/06   | Ландеслига Бавария-Север     | 2 ↑   |
| 2006/07   | Оберлига Баварии (IV)        | 5     |
| 2007/08   | Оберлига Баварии             | 5 ↑   |
| 2008/09   | Региональная лига «Юг» (IV)  | 10    |
| 2009/10   | Региональная лига «Юг»       | 17 ↓  |